# أملج أرجي
أملج أرجي (الاسم العلمي:Phyllanthus argyi) هو نوع من النباتات يتبع جنس الأملج من الفصيلة الأملجية.